# Dominica nos Jogos Olímpicos
Dominica competiu pela primeira vez nos Jogos Olímpicos em 1996, e participou de todos os Jogos desde então.  Dominica ganhou a primeira medalha em 2024 Paris, onde conquistou o ouro no salto triplo com a atleta Thea Lafond.
O Comitê Olímpico de Dominica foi formado em 1993 e reconhecido em 1998, 20 anos após a Independência em 1978.
Dominica competiu pela primeira vez nos Jogos Olímpicos de Inverno em 2014 Sóchi .

## Quadros de medalhas
| Jogos               | Atletas | Ouro | Prata | Bronze | Total | Posição |
| 1996 Atlanta        | 6       | 0    | 0     | 0      | 0     | –       |
| 2000 Sydney         | 4       | 0    | 0     | 0      | 0     | –       |
| 2004 Atenas         | 2       | 0    | 0     | 0      | 0     | –       |
| 2008 Beijing        | 2       | 0    | 0     | 0      | 0     | –       |
| 2012 Londres        | 2       | 0    | 0     | 0      | 0     | –       |
| 2016 Rio de Janeiro | 2       | 0    | 0     | 0      | 0     | –       |
| 2020 Tóquio         | 2       | 0    | 0     | 0      | 0     | –       |
| 2024 Paris          | 4       | 1    | 0     | 0      | 0     | –       |
| Total               | Total   | 1    | 0     | 0      | 1     | -       |

| Jogos            | Atletas       | Ouro          | Prata         | Bronze        | Total         | Posição       |
| 2014 Sóchi       | 2             | 0             | 0             | 0             | 0             | —             |
| 2018 PyeongChang | Evento Futuro | Evento Futuro | Evento Futuro | Evento Futuro | Evento Futuro | Evento Futuro |
| 2022 Beijing     | Evento Futuro | Evento Futuro | Evento Futuro | Evento Futuro | Evento Futuro | Evento Futuro |
| Total            | Total         | 0             | 0             | 0             | 0             | -             |